# フェリシティ・ハフマン
フェリシティ・ハフマン（Felicity Huffman, 1962年12月9日 - ）は、アメリカ合衆国ニューヨーク州出身の女優である。夫は俳優のウィリアム・H・メイシー。主にテレビで活躍しており、これまで『ロー&オーダー』『フレイジャー』『Xファイル』『シカゴ・ホープ』『ザ・ホワイトハウス』『デスパレートな妻たち』などに出演、ブロードウェイの舞台にも立っている。

## 経歴
ニューヨーク州ベッドフォード出身。母親は女優、父親は銀行家。両親が彼女が生まれた年に離婚したため、母親に育てられる。ニューヨーク大学で学んだ。
90年代以降からテレビ・映画問わず脇役女優として活動、1998年から2000年に放送された『Sports Night』にレギュラー出演をし注目を浴びる。それ以降はテレビを中心に活動していたが、2004年に転機が訪れる。同年にスタートしたテレビドラマ『デスパレートな妻たち』に主人公の主婦の一人、リネット役として出演、ドラマの大ヒットと共に一躍有名となる。
翌年に催されたエミー賞では同作のキャスト二人と共に主演女優賞候補にあがり見事に受賞、2005年の映画『トランスアメリカ』（劇場用映画では初主演）では性別適合手術を望むトランスジェンダーを演じて高い評価を得て、トライベッカ映画祭で女優賞を受賞したのを皮切りに、ナショナル・ボード・オブ・レビュー、ゴールデングローブ賞、インディペンデント・スピリット賞、各批評家賞等で主演女優賞を受賞、アカデミー賞でも主演女優賞の候補になり映画でも名声を博すこととなった。
2009年10月、米『テレビガイド』がアメリカのテレビ番組におけるギャラを発表し、出演ドラマである『デスパレートな妻たち』の出演料が1話につき、40万ドル（日本円で約4000万円）で女性部門の1位にランクインした。
2010年7月23日付の『TV magazine』がテレビスターたちのギャラをランキングで発表し、『デスパレートな妻たち』の1エピソードあたりの出演料が40万ドル（日本円で約3400万円）でコメディ俳優部門の3位にランクインした。
2012年には夫のウィリアム・H・メイシーと共にハリウッド・ウォーク・オブ・フェイムに星を獲得した。

### プライベート
1997年に俳優のウィリアム・H・メイシーと結婚。2000年と2002年に娘が生まれている。
2005年、自身が10代の後半と20代に神経性無食欲症と神経性大食症を患っていたことを明かしている。
2019年、賄賂を払って長女を名門大学に裏口入学させようとした
として、禁錮14日の量刑、3万ドル（約320万円）の罰金などを科された。

## 主な出演作品

### 映画
| 公開年 | 邦題 原題                                                      | 役名                       | 備考 |
| ------ | -------------------------------------------------------------- | -------------------------- | --- |
| 1988   | 週末はマフィアと! Things Change                                | Wheel of Fortune Girl      | |
| 1990   | 運命の逆転 Reversal of Fortune                                 | ミニー                     | |
| 1991   | ノー・エスケイプ/砂の迷路 Quicksand: No Escape                 | ジュリアナ・ラインハルト   | テレビ映画 |
| 1992   | ウォーターエンジン／アメリカ帝国の陰謀 The Water Engine        | ダンスホールの女           | |
| 1992   | ハート・オブ・ジャスティス The Heart of Justice                | アニー                     | テレビ映画 |
| 1995   | サイバーネット Hackers                                         | 弁護士                     | |
| 1996   | ハリソンのNY事件簿2/偽証のプロセス Harrison: Cry of the City   | ペギー・マクリン           | テレビ映画 |
| 1997   | スパニッシュ・プリズナー The Spanish Prisoner                  | マキューンFBI捜査官        | |
| 1999   | テリーの災難 A Slight Case of Murder                           | キット・ワナメイカー       | テレビ映画 |
| 1999   | マグノリア Magnolia                                            | シンシア                   | |
| 2002   | ジョンソン大統領/ヴェトナム戦争の真実 Path to War              | レディ・バード・ジョンソン | テレビ映画 |
| 2002   | ドア・トゥ・ドア/バッグに愛とまごころを… Door to Door          | ジョーイの母親             | テレビ映画 |
| 2004   | プリティ・ヘレン Raising Helen                                 | リンゼイ・デイヴィス       | |
| 2004   | 死刑判決 Reversible Errors                                     | ジリアン・サリバン         | テレビ映画 |
| 2004   | クランク家のちょっと素敵なクリスマス Christmas with the Kranks | メリー                     | |
| 2005   | トランスアメリカ Transamerica                                  | ブリー                     | アカデミー主演女優賞ノミネート ゴールデングローブ賞 主演女優賞 (ドラマ部門)受賞 インディペンデント・スピリット賞主演女優賞受賞 |
| 2007   | 幸せのルールはママが教えてくれた Georgia Rule                  | リリー                     | |
| 2014   | 君が生きた証 Rudderless                                        | エミリー                   | |
| 2014   | ビッグゲーム 大統領と少年ハンター Big Game                     | CIA長官                    | |
| 2014   | Cake ケーキ 〜悲しみが通り過ぎるまで〜 Cake                    | アネット                   | 日本劇場未公開 |
| 2015   | ゲット!マイライフ Stealing Cars                                | キンバリー・ワイアット     | 日本劇場未公開 |
| 2019   | アザーフッド 私の人生 Otherhood                                | ヘレン・ハルストン         | 兼製作総指揮 |

### テレビシリーズ
| 放映年    | 邦題 原題                                                | 役名                                                     | 備考                                                                            |
| --------- | -------------------------------------------------------- | -------------------------------------------------------- | ------------------------------------------------------------------------------- |
| 1991      | スティーブン・キングの ゴールデン・イヤーズ Golden Years | テリー・スパン                                           | 7エピソード                                                                     |
| 1992 1997 | ロー&オーダー Law & Order                                | ダイアン・パーキンス ヒラリー・コルソン                  | シーズン3 第6話 "屈せざる女" シーズン7 第14話 "ワーキング･マザー"               |
| 1993      | X-ファイル The X-Files                                   | ナンシー・ダ・シルヴァ                                   | ゲスト出演：シーズン1第8話 "氷"                                                 |
| 1997      | シカゴ・ホープ Chicago Hope                              | エリー・ストックトン                                     | シーズン3 第15話 "Take My Wife, Please"                                         |
| 1998-2000 | Sports Night                                             | ダナ・ウィテカー                                         | 45エピソード                                                                    |
| 2001      | ザ・ホワイトハウス The West Wing                         | アン・スターク共和党院内総務主席補佐官                   | ゲスト出演：シーズン2 第11話 "朝食会の誤算"                                     |
| 2002-2003 | キム・ポッシブル Kim Possible                            | Dr. Betty Director                                       | 2エピソード 声の出演                                                            |
| 2003      | そりゃないぜ!? フレイジャー Frasier                      | ジュリア・ウィルコック                                   | 8エピソード                                                                     |
| 2004      | The D.A.                                                 | シャーロット・エリス                                     | 3エピソード                                                                     |
| 2004-2012 | デスパレートな妻たち Desperate Housewives                | リネット・スカーボ                                       | レギュラーで181エピソードに出演 2004年度プライムタイム・エミー賞主演女優賞 受賞 |
| 2015-2017 | アメリカン・クライム American Crime                      | バーブ・ハンロン/レスリー・グラハム/ジャネット・ヘスビー | 29エピソード                                                                    |
| 2017      | ボージャック・ホースマン BoJack Horseman                 | 本人                                                     | 2エピソード 声の出演、Netflixで配信                                             |
| 2019      | ボクらを見る目 When They See Us                          | リンダ・フェアスタイン                                   | リミテッドシリーズ                                                              |

## 参照
1. ↑  Felicity Huffman Biography (1962-)
2. ↑  "Jane Huffman to Marry Hays Jones Jr." June 5, 1983, New York Yimes
3. ↑  Derschowitz, Jessica. "Felicity Huffman on Family: It's a Community." CBS News: The Early Show. 12 Nov 2010.
4. 1 2  Felicity Huffman biography, Biography Channel
5. ↑  “テレビドラマで1エピソードのギャラが最も高いのは「Dr. HOUSE」のヒュー・ローリー”. シネマトゥデイ. (2010年8月13日) 2012年12月25日閲覧。
6. ↑  “ハリウッドの星を獲得した夫婦ウィリアム・H・メイシーとフェリシティ・ハフマン　合同式典を行うことに”. シネマトゥデイ. (2012年3月15日) 2012年12月25日閲覧。
7. ↑  Keck, William (2005年11月21日). “Felicity Huffman is sitting pretty”. USA Today 2010年5月2日閲覧。
8. ↑  “米史上最悪の大学不正入試が発覚、女優Ｆ・ハフマンら約50人を訴追”.   ロイター (2019年3月18日). 2020年7月25日閲覧。